# Солнечный колибри Претра
Солнечный колибри Претра (лат. Phaethornis pretrei) — птица семейства колибри.

## Описание
Солнечный колибри Претра достигает длины примерно от 14,5 до 15,5 см. Длинный, немного изогнутый клюв длиной примерно 31 мм. Огненно-рыжая задняя часть тела контрастирует с зелёной окраской спины. Нижняя часть тела желтовато-коричневая. На рулевых перьях имеются белые пятна.

## Распространение
Солнечный колибри Претра распространён в южноамериканских странах Аргентине, Боливии, Перу, Бразилии и Парагвае. Площадь ареала составляет примерно 3 100 000 км².
Птица предпочитает передвигаться в подлеске, а также по краю опушек на открытой местности. Колибри встречается также иногда вблизи поселений человека. В Перу птицу можно встретить в долинах рек Уальяга и Mayo на высоте от 200 до 600 м над уровнем моря.

## Размножение
Птица строит новое гнездо при каждом новом гнездовании. Оно всегда находится около старого. Иногда новое гнездо строится над старым. Солнечный колибри Претра строит объёмное, сводчатое гнездо из мха, растительных волокон и паутины. В кладке обычно два яйца.